# ۷۴۵ (قمری)
۷۴۵ (قمری)، هفتصد و چهل و پنجمین سال در گاهشماری هجری قمری است. اول محرم این سال برابر با بیست و سوم مه سال ۱۳۴۴ میلادی است.